# Kim Kee-hee
Dans ce nom coréen, le nom de famille, Kim, précède le nom personnel.
Pour les articles homonymes, voir Kim.
Kim Kee-hee (coréen : 한국어), né le 13 juillet 1989 à Pusan, en Corée du Sud, est un footballeur sud-coréen, qui joue au poste de milieu de terrain.

## Biographie

### En club
Kim Kee-hee commence sa carrière avec le club de Daegu FC. Il dispute 29 matchs en K-League avec cette équipe.
En 2013, il quitte son pays natal et s'engage en faveur du club qatarien d'Al-Sailiya.

### En équipe nationale
Kim Kee-hee reçoit sa première sélection en équipe nationale le 14 novembre 2012, lors d'un match amical face à l'Australie.

## Palmarès
- Médaillé de bronze aux Jeux olympiques d'été de 2012
- Vainqueur de la Coupe MLS en 2019 avec les Sounders FC de Seattle